# Henri Boland
Pour les articles homonymes, voir Boland (homonymie).
 Henri André Joseph Bolland dit Henri Boland, né le 25 novembre 1854 à Verviers et mort le 19 octobre 1909 à Neuilly-sur-Seine, est un écrivain et journaliste belge francophone, père d'Adrienne Bolland, célèbre aviatrice et résistante.

## Biographie
Sous le nom de Henri Boland, il commence par donner des conférences littéraires, entre autres à Paris. Il est par ailleurs l'auteur d'une plaquette qui verse dans l'analyse politique internationale au niveau des Balkans.
Fin 1879, il rencontre un banquier nommé Jacquemin, directeur de la Banque du Luxembourg, à Marche-en-Famenne, qui lui permet de lancer en février 1880, avec des fonds, le journal Le National belge, basé à Bruxelles et de tendance républicaine. Il est à la fois rédacteur-en-chef et gérant. Roland rencontre plusieurs personnalités pour réaliser des entretiens, dont Léon Gambetta. En 1881, il achète en France, la propriété des Charmettes à Donnery pour la somme de 25 000 francs, qui a précédemment appartenu au romancier Ponson du Terrail, puis il épouse, en 1882, Marie Joséphine Pasques (1853-1941) dont les origines sont également belges ; le couple aura sept enfants. En juillet 1882, commence l'affaire Jacquemin-Boland : le parquet belge constate la faillite frauduleuse de Jacquemin (qui a en réalité détourné près d'un million de sa propre banque pour financer le journal), et l'enquête démontre que Boland a utilisé une partie du capital pour des transactions suspectes : achat de biens, enveloppes données à des ministres, etc. Il est donc inculpé à charge, extradé de France, et, le 22 janvier 1883, placé en détention à Mons. Le procès en correctionnel s'ouvre le 20 juin et il est acquitté. Mais l'affaire rebondit : l'État belge contre-attaque, car Boland refuse de donner les noms de deux députés républicains arrosés, et il est de nouveau inculpé en janvier 1884 à Liège : il est condamné cette fois à trois ans de prison pour escroquerie et fait appel,,.
Boland, qui avait fait six mois de prison en préventive, avait entre temps décidé de quitter la Belgique et la France, avec sa femme et leur première fille, pour s'installer sur l'île de Guernesey, échappant à toute forme de poursuite d'ordre financier dans les retombées de l'affaire de la banque Jacquemin : après la publication d'un essai d'analyse politique sur les risques éventuels d'une nouvelle guerre franco-allemande (1884), c'est là qu'il se trouve en juin 1885, donnant un discours en forme d'hommage à sa nouvelle terre d'accueil : la comparaison avec Victor Hugo amuse la presse car Boland assiste aux funérailles de l'écrivain. Cependant, il se fait oublier.
Devenu ilien et conservateur de la bibliothèque Guille-Allès, il livre quelques articles à la Revue internationale puis se découvre la passion de la géographie et de l'exploration. En 1889, la famille s'installe à Arcueil-Cachan ; c'est là que naît sa dernière fille, Adrienne Bolland, en 1895. Il travaille pour le Touring Club et pour le Club Alpin (dont il fut le 2e président d'honneur). En 1897, il reçoit la médaille du Club cévenol.
Il écrit dans le Le Tour du monde, journal des voyages, et produit une série illustrée, Les Îles de la Manche (V. Huot, 1893), qui le font remarquer par Paul Joanne, célèbre éditeur français des premiers guides de voyages. Il entre chez Hachette, l'éditeur du Tour du monde, mais cette fois à la rédaction des Guides Joanne.
Henri Boland meurt en 1909 d'un AVC à la sortie d'une réunion du Comité de Tourisme en montagne.
Sa dernière fille, Adrienne Bolland, célèbre dans le monde entier à partir de 1921 et jusqu'en 1975 pour ses exploits, son record et son rôle majeur dans la promotion de l'Aéronautique, citera son père dans un seul article de presse seulement. Elle évoquera un père adoré, toujours en voyage, "anti-sportif" et poète ; mais elle ne connaîtra jamais l'affaire financière qui a changé le destin de sa famille.
La mère d'Henri Boland, Elisabeth Lejeune, venue épauler son fils aîné pendant son exil à Guernsey (le couple Henri Joseph Bolland et Marie Elisabeth Lejeune avait eu trois fils) est enterrée au cimetière Foulon de l'île de Guernesey.

## Œuvres
- 1875 : Victimes et bourreaux. La question d'orient et le soulèvement de l'Herzégovine, Verviers, 16 p.
- 1884 : La Guerre prochaine entre la France et l'Allemagne, Paris, D.-Rolland éditeur.
- 1893 : Les Îles de la Manche, en fascicules.
- 1905 : Zigzags en France.
- 1907 : Nouveaux zigzags en France.
- 1907 : Au Pays de la vendetta, la Corse tragique et pittoresque.